# Drosophila ciliaticrus
Drosophila ciliaticrus är en tvåvingeart som beskrevs av Elmo Hardy 1965. Drosophila ciliaticrus ingår i släktet Drosophila och familjen daggflugor.
Artens utbredningsområde är Hawaii.